# Bahnhof Rheine
Der Bahnhof Rheine ist ein Eisenbahnknoten im nördlichen Münsterland, der von circa 12.000 Reisenden täglich frequentiert wird.

## Anlage

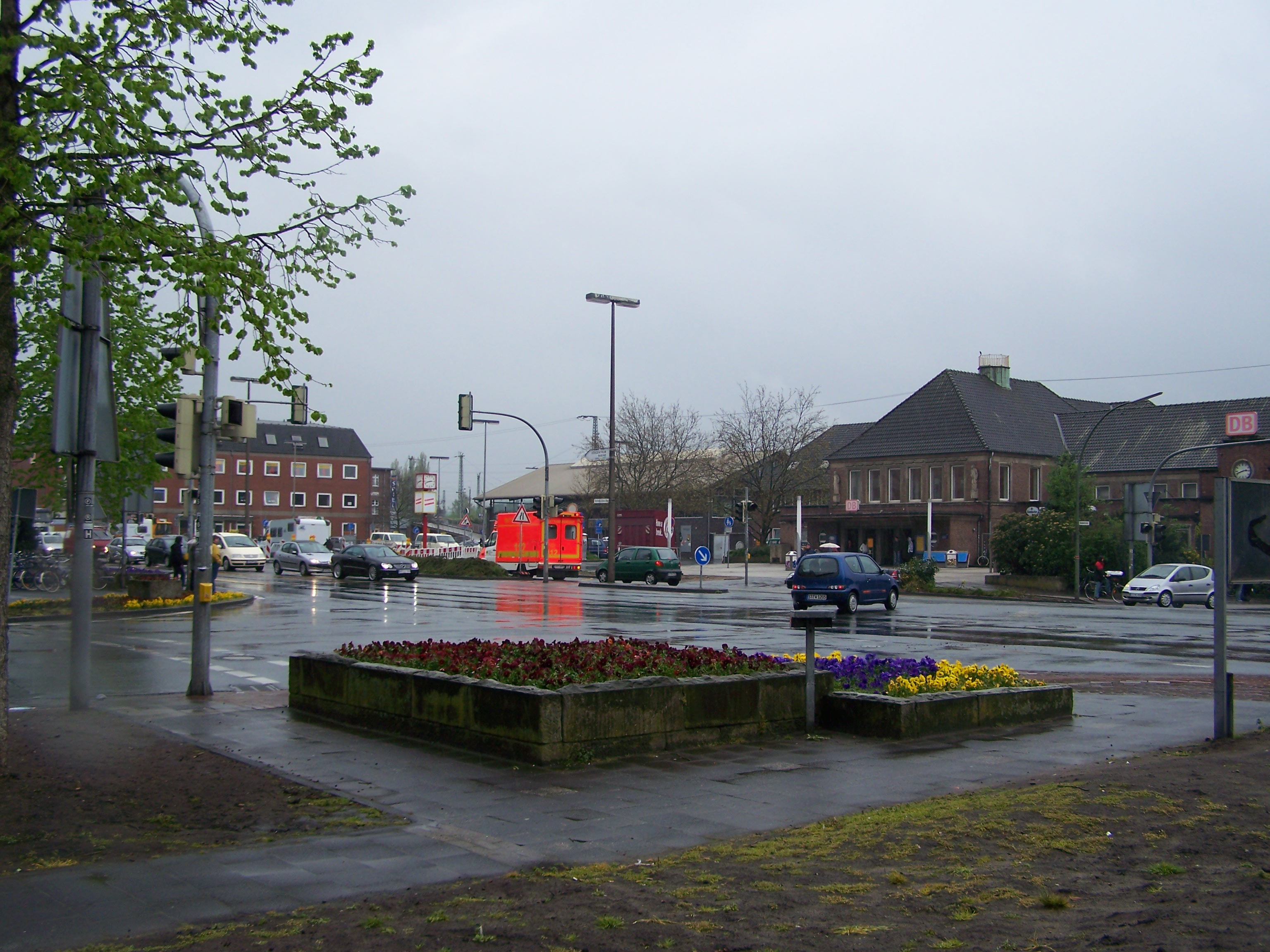
Bahnhofsvorplatz

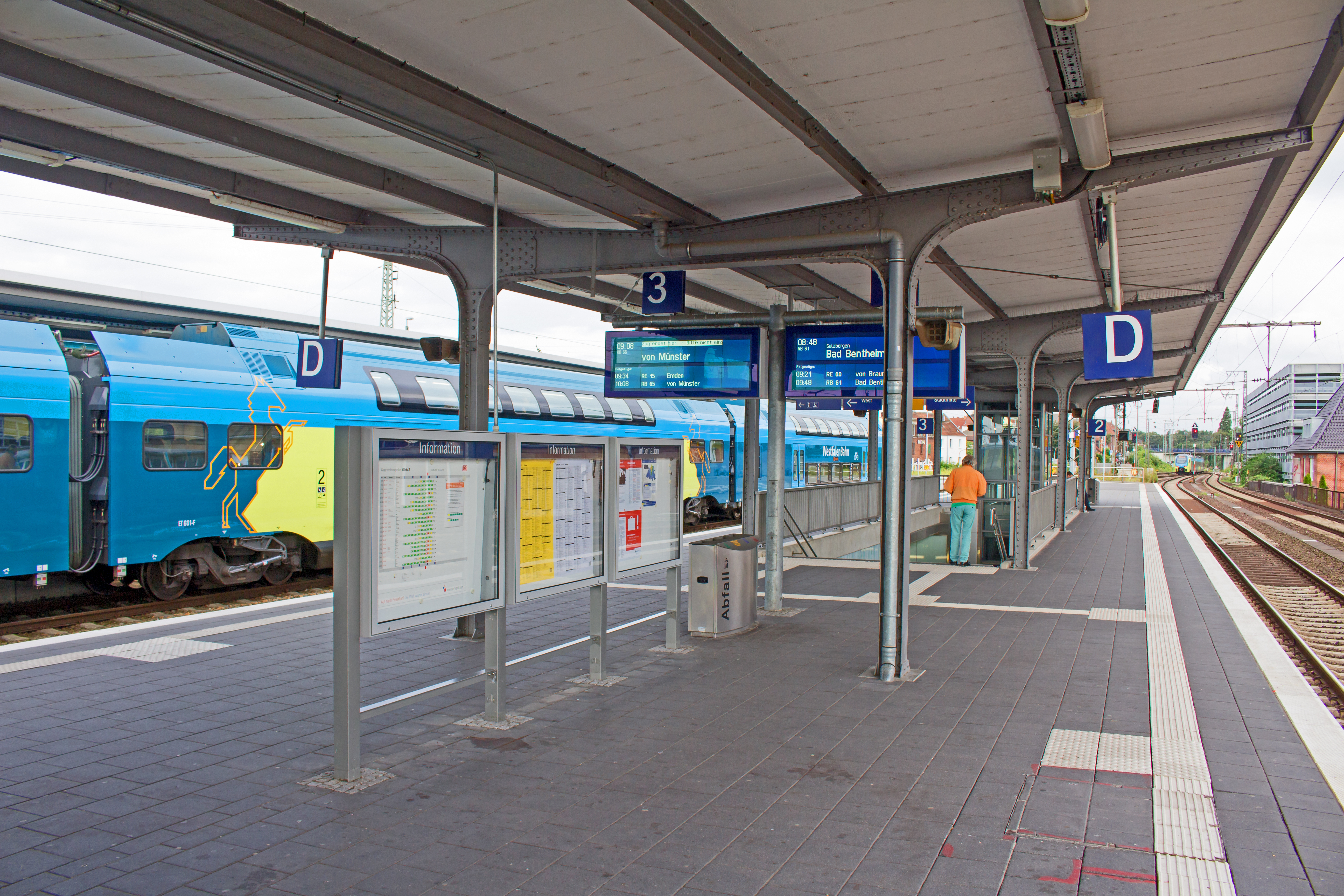
Modernisierte Bahnsteige

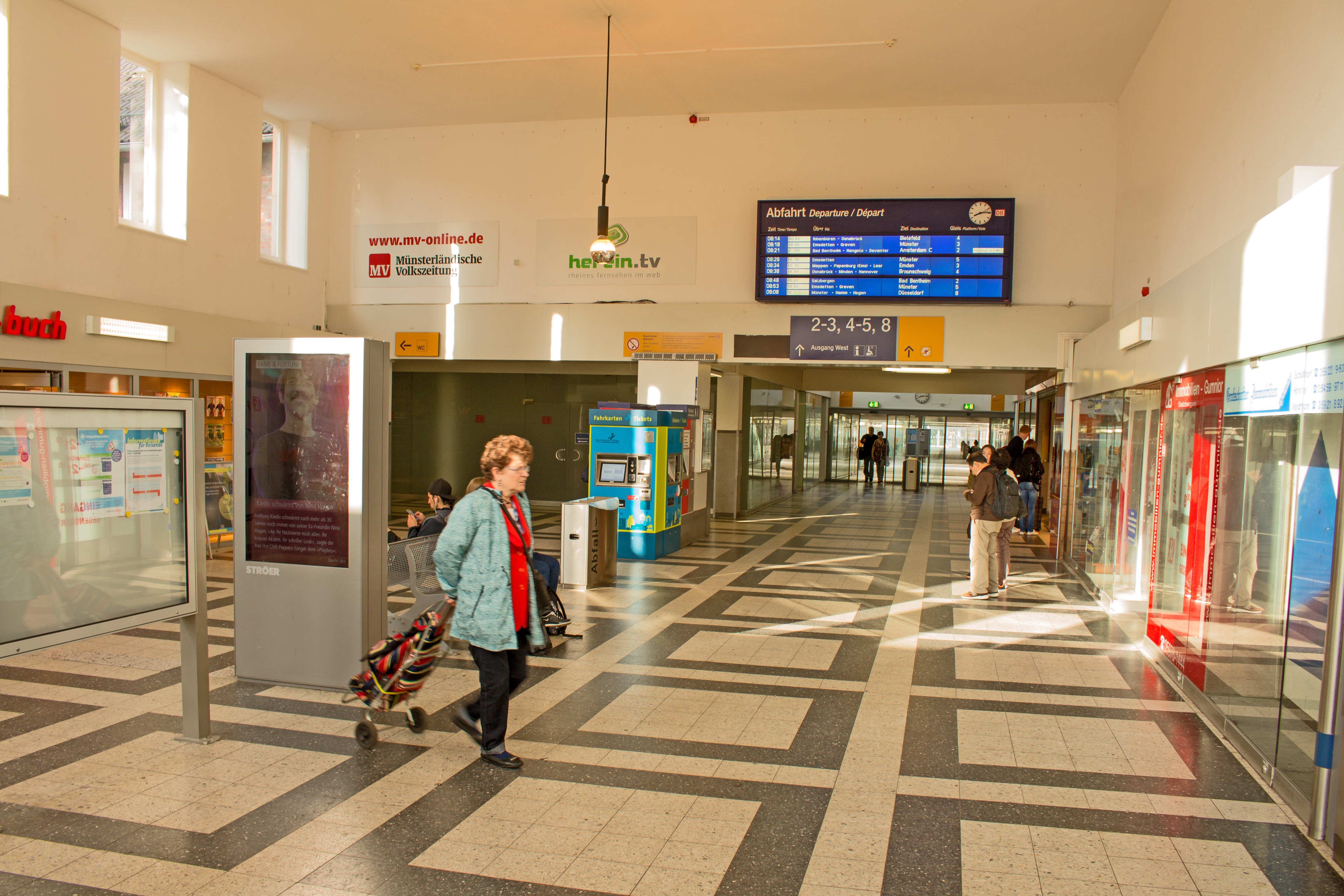
Wartehalle mit Einzelhandel

Der Bahnhof Rheine befindet sich südwestlich der Innenstadt von Rheine. Die Innenstadt selbst ist nur wenige Gehminuten entfernt. Die Ringstraße, die um die Innenstadt von Rheine führt, befindet sich direkt vor dem Ausgang des Bahnhofes.
Ein Busbahnhof für Regionalbusse und ein Taxistand befinden sich angrenzend am Bahnhofsvorplatz.
Im Empfangsgebäude befindet sich eine Eingangshalle mit einem Kiosk sowie einer Bäckerei. In der Haupthalle gibt es zudem Fahrkartenautomaten und eine elektronische Abfahrtstafel. Im Seitenflügel des Gebäudes sind eine Dienststelle der Bundespolizei, das DB-Reisezentrum sowie ein Fahrradparkhaus mit Fahrradverleih zu finden.
Der Bahnhof besitzt heute drei Mittelbahnsteige mit den Gleisen 2/3, 4/5 und 8 mit nur einer Bahnsteigkante. Das Gleis 8 ist seit Dezember 2015 wieder für den Personenverkehr in Betrieb, damit der RE 7 von Rheine nach Krefeld stündlich fahren kann und es keine Komplikationen mit dem Intercity Richtung Koblenz gibt. Seit dem Fahrplanwechsel Ende 2023 hält der RE 15 ebenfalls am Gleis 8. Seit Anfang Juli 2011 gibt es zu allen Gleisen neue Aufzüge, die den Bahnhof barrierefrei machen.
Seit April 2012 wurde die Bahnhofsanlage grundlegend renoviert. Unter anderem wurden die Bahnhofshalle und der Tunnel umgestaltet und ein Ein- und Ausgang an der Westseite realisiert.
Auf dem Bahnsteig 4/5 befinden sich ein Servicebüro der DB Station&Service und die Bahnhofsmission.

## Geschichte
Am 29. September 1972 wurde die Elektrifizierung der Bahnstrecke von Münster durch einen Sonderzug eingeweiht. Im Bahnhof Rheine wurde der aus Münster kommende Sonderzug von einem Kiepenkerl und Mädchen in alten westfälischen Trachten in Empfang genommen. Ab dem 1. Oktober 1972 wurde mit Beginn des Winterfahrplans der elektrische Regelzugverkehr nach Münster aufgenommen.

## Bedienung

### Fernverkehr
Der Bahnhof Rheine wird im Fahrplanjahr 2025 im Schienenpersonenfernverkehr von zwei Intercity-Linien sowie einer ICE-Linie bedient.:
| Linie  | Linienverlauf | Takt        |
| ------ | --- | ----------- |
| ICE 47 | Norddeich Mole – Norden – Emden – Rheine – Münster (Westf) – Wanne-Eickel – Gelsenkirchen – Duisburg – Düsseldorf – Köln Messe/Deutz – Siegburg/Bonn – Frankfurt Flughafen – Mannheim – Stuttgart | Ein Zugpaar |
| IC 35  | (Norddeich Mole –/Emden Außenhafen –) Emden – Rheine – Münster – Recklinghausen – Wanne-Eickel – Gelsenkirchen – Oberhausen – Duisburg – Düsseldorf – Köln                                        | 120 min     |
| IC 77  | Amsterdam – Hilversum – Amersfoort – Apeldoorn – Deventer – Hengelo – Bad Bentheim – Rheine – Osnabrück – Bünde – Hannover – Berlin-Spandau – Berlin – Berlin Ostbahnhof                          | 120 min     |

Das Angebot auf der Linie 35 wird saisonal durch Verstärkerzüge ergänzt.

### Regionalverkehr
Im Schienenpersonennahverkehr halten am Bahnhof Rheine sechs Regionalverkehrslinien:
| Linie | Linienverlauf | Takt                   | Betreiber        |
| ----- | --- | ---------------------- | ---------------- |
| RE 7  | Rhein-Münsterland-Express: Rheine – Emsdetten – Greven – Münster Hbf – Münster-Hiltrup – Drensteinfurt – Hamm (Westf) Hbf – Bönen – Unna – Holzwickede – Schwerte – Hagen Hbf – Ennepetal (Gevelsberg) – Schwelm – Wuppertal-Oberbarmen – Wuppertal Hbf – Solingen Hbf – Opladen – Köln Messe/Deutz – Köln Hbf – Dormagen – Neuss Hbf – Meerbusch-Osterath – Krefeld-Oppum – Krefeld Hbf Stand: Fahrplanwechsel Dezember 2023 | 60 min                 | National Express |
| RE 15 | Emsland-Express: (Emden Außenhafen –) (nur bei Schiffsverkehr) Emden Hbf – Leer (Ostfriesl) – Papenburg (Ems) – Aschendorf – Dörpen – Lathen – Haren (Ems) – Meppen – Geeste – Lingen (Ems) – Leschede – Salzbergen – Rheine – (Rheine-Mesum –)* Emsdetten – (Reckenfeld –)* Greven (← (Münster Zentrum Nord –)* Münster (Westf) Hbf * nur einzelne Züge Stand: Fahrplanwechsel Dezember 2023                                 | 60 min                 | WestfalenBahn    |
| RE 60 | Ems-Leine-Express: Rheine – Hörstel – Ibbenbüren-Esch – Ibbenbüren – Ibbenbüren-Laggenbeck – Osnabrück Altstadt – Osnabrück Hbf – Melle – Bünde (Westf) – Kirchlengern – Löhne (Westf) – Bad Oeynhausen – Porta Westfalica – Minden (Westf) – Bückeburg – Stadthagen – Haste (Han) – Wunstorf – Hannover Hbf – Lehrte – Hämelerwald – Vöhrum – Peine – Vechelde – Braunschweig Hbf Stand: Fahrplanwechsel Dezember 2021       | 120 min                | WestfalenBahn    |
| RB 61 | Wiehengebirgs-Bahn: Hengelo – Oldenzaal – Bad Bentheim – Schüttorf – Salzbergen – Rheine – Hörstel – Ibbenbüren-Esch – Ibbenbüren – Ibbenbüren-Laggenbeck – Osnabrück Altstadt – Osnabrück Hbf – Wissingen – Westerhausen – Melle – Bruchmühlen – Bünde (Westf) – Kirchlengern – Hiddenhausen-Schweicheln – Herford – Brake (b Bielefeld) – Bielefeld Hbf Stand: Fahrplanwechsel Dezember 2021                                | 60 min                 | Eurobahn         |
| RE 62 | Ems-Werre-Express: Rheine – Ibbenbüren – Osnabrück Altstadt – Osnabrück Hbf – Melle – Bünde (Westf) – Kirchlengern – Löhne (Westf) Stand: Fahrplanwechsel Dezember 2023 | 120 min                | DB Regio         |
| RB 65 | Ems-Bahn: Rheine – Rheine-Mesum – Emsdetten – Reckenfeld – Greven – Münster-Sprakel – Münster Zentrum Nord – Münster (Westf) Hbf Stand: Fahrplanwechsel Dezember 2021 | 60 min 25/35 min (HVZ) | Eurobahn         |

### Busverkehr
Der Bahnhof Rheine wird von folgenden Regional- und Nachtbussen bedient:
| Linie | Verlauf                                                            | Takt                                  | Betreiber                   |
| ----- | ------------------------------------------------------------------ | ------------------------------------- | --------------------------- |
| R21   | Ibbenbüren – Riesenbeck – Bevergern – Hörstel – Bahnhof Rheine     | 60 min (Mo–Sa), 120 min (So)          | Regionalverkehr Münsterland |
| R80   | Bahnhof Burgsteinfurt – Wettringen – Neuenkirchen – Bahnhof Rheine | 30/60 min (Mo–Fr), 60/120 min (Sa–So) | Veelker                     |
| N16   | Ibbenbüren – Bevergern – Hörstel – Bahnhof Rheine                  | Zwei Buspaare (Sa auf So)             | Regionalverkehr Münsterland |

## Veränderungen
| \| \| Strecke von Emden \| \| \| \| \| Ems \| \| \| \| \| Bahnstrecke von Spelle \| \| \| \| \| Dortmund-Ems-Kanal \| Ems \| Ems \| \| \| Strecke von Almelo (NL) \| Rheine GVZ \| Rheine GVZ \| \| \| \| Salzbergen \| \| \| \| Grenze NRW-Nds. \| Altenrheine \| Altenrheine \| \| \| Seit 1989 gedrehte Weiche \| \| \| \| \| ehm. Bahnstrecke von Ochtrup \| \| \| \| \| \| Wadelheim \| \| \| \| \| \| \| \| \| \| Rheine-Ibb.-Straße \| \| \| \| \| Rheine-Stadtberg \| \| \| \| \| Bahnhof Rheine \| \| \| \| \| Rheine-Hörsteler Straße \| \| \| \| \| Kanalhafen \| \| \| \| ehm. Verbindungskurve \| \| \| \| \| Anschluss Kanalhafen \| \| \| \| \| Dortmund-Ems-Kanal \| \| \| \| \| Tecklenburger Nordbahn \| Rheine Rbf \| Rheine Rbf \| \| \| \| Rodde \| \| \| \| Bahnstrecke nach Osnabrück \| Hauenhorst \| Hauenhorst \| \| \| ehm. Bahnstrecke nach Dorsten \| Rheine-Mesum \| Rheine-Mesum \| \| \| Bahnstrecke nach Münster \| \| \| |                               |                         |                         |
| Strecke | Strecke von Emden             |                         |                         |
| Strecke | Ems                           |                         |                         |
| Strecke · Strecke von links · Strecke quer | Bahnstrecke von Spelle        |                         |                         |
| Strecke · Brücke über Wasserlauf | Dortmund-Ems-Kanal            | Ems                     | Ems                     |
| Strecke quer · Strecke quer · Abzweig geradeaus und von rechts · Dienststation / Betriebs- oder Güterbahnhof | Strecke von Almelo (NL)       | Rheine GVZ              | Rheine GVZ              |
| Bahnhof · Strecke |                               | Salzbergen              | Salzbergen              |
| Grenze · ehemaliger Haltepunkt / Haltestelle · Betriebs-/Güterbahnhof Streckenanfang | Grenze NRW-Nds.               | Altenrheine             | Altenrheine             |
| Strecke · Abzweig geradeaus und nach links · Abzweig geradeaus und von rechts | Seit 1989 gedrehte Weiche     |                         |                         |
| Strecke von rechts (außer Betrieb) · Strecke · Abzweig geradeaus und ehemals von links · Abzweig geradeaus und ehemals nach rechts | ehm. Bahnstrecke von Ochtrup  |                         |                         |
| Haltepunkt / Haltestelle (Strecke außer Betrieb) · Strecke · Strecke · Strecke |                               | Wadelheim               | Wadelheim               |
| Abzweig ehemals geradeaus und von links · Strecke quer · Kreuzung geradeaus unten · Strecke unter Wasserlauf Anfang Hochstrecke, Ende Hochstrecke und quer · Strecke nach rechts · Strecke |                               |                         |                         |
| Strecke · Strecke von links · Abzweig geradeaus und nach rechts · Kopfbahnhof Streckenanfang und quer (Strecke außer Betrieb) · Abzweig geradeaus und ehemals von rechts |                               | Rheine-Ibb.-Straße      | Rheine-Ibb.-Straße      |
| Strecke · Strecke · Strecke · Dienststation / Betriebs- oder Güterbahnhof |                               | Rheine-Stadtberg        | Rheine-Stadtberg        |
| Bahnhof · Bahnhof · Bahnhof · Strecke |                               | Bahnhof Rheine          | Bahnhof Rheine          |
| Strecke · Abzweig geradeaus und nach links · Abzweig geradeaus und von rechts · ehemaliger Haltepunkt / Haltestelle |                               | Rheine-Hörsteler Straße | Rheine-Hörsteler Straße |
| Abzweig ehemals geradeaus und nach links · Abzweig geradeaus, von links und von rechts · Abzweig geradeaus und nach rechts · ehemaliger Haltepunkt / Haltestelle |                               | Kanalhafen              | Kanalhafen              |
| Strecke (außer Betrieb) · Abzweig geradeaus und ehemals von links · Abzweig geradeaus und ehemals von rechts · Strecke | ehm. Verbindungskurve         |                         |                         |
| Strecke (außer Betrieb) · Strecke · Strecke · Abzweig geradeaus und nach links | Anschluss Kanalhafen          |                         |                         |
| Strecke (außer Betrieb) · Strecke · Brücke über Wasserlauf · Brücke über Wasserlauf | Dortmund-Ems-Kanal            |                         |                         |
| Strecke (außer Betrieb) · ehemaliger Dienststation / Betriebs- oder Güterbahnhof · Strecke · Strecke nach links | Tecklenburger Nordbahn        | Rheine Rbf              | Rheine Rbf              |
| Abzweig geradeaus und von links (Strecke außer Betrieb) · Abzweig geradeaus und ehemals nach rechts · ehemaliger Haltepunkt / Haltestelle |                               | Rodde                   | Rodde                   |
| Haltepunkt / Haltestelle (Strecke außer Betrieb) · Strecke · Strecke nach links · Strecke quer · Strecke unter Wasserlauf Anfang Hochstrecke, Ende Hochstrecke und quer · Strecke quer | Bahnstrecke nach Osnabrück    | Hauenhorst              | Hauenhorst              |
| Strecke nach rechts (außer Betrieb) · Haltepunkt / Haltestelle | ehm. Bahnstrecke nach Dorsten | Rheine-Mesum            | Rheine-Mesum            |
| Strecke | Bahnstrecke nach Münster      |                         |                         |

Im Rahmen der Modernisierungsoffensive 2 für Nahverkehrsbahnhöfe in Nordrhein-Westfalen wurde bis 2015 eine groß angelegte Renovierung des Bahnhofes durchgeführt. Neben barrierefreien Zugängen wurde auch ein Tunneldurchbruch zur Westseite der Innenstadt realisiert, sodass der Bahnhof von beiden Seiten betreten werden kann.
Außerdem wurde eines der beiden stillgelegten Bahnsteiggleise im Zuge der Arbeiten reaktiviert, sodass statt vier nunmehr fünf Bahnsteiggleise für den Personenverkehr zur Verfügung stehen. Dadurch wurde die Möglichkeit geschaffen, dass der Rhein-Münsterland-Express (RE 7) seit dem Fahrplanwechsel im Dezember 2015 im Stundentakt von und nach Rheine fahren kann, da nun die Möglichkeit besteht, dass der Zug ohne Konflikt mit dem Intercity dort wendet. Im Gegenzug wurde die im Dezember 2008 neu eingeführte Regionalbahn RB 68 bis auf einzelne Züge in den Hauptverkehrszeiten von Montag bis Freitag wieder eingestellt.
Mit dem Fahrplanwechsel im Dezember 2015 hat die Westfalenbahn die Regional-Express-Linien RE 15 und RE 60 von der Deutschen Bahn übernommen, der RE 7 wird seitdem vom britischen Unternehmen National Express gefahren. Auf den RE-Linien sind von beiden Betreibern komplett neue Züge im Einsatz.
Im Schienenpersonennahverkehr fährt die Deutsche Bahn in Rheine in der Hauptverkehrszeit von Montag bis Freitag nur noch einzelne, wenige Umläufe der Regionalbahn Ems-Bahn (RB 65). Aufgrund von Fahrzeugknappheit fuhr die Deutsche Bahn bis Ende 2017 diese Umläufe mit einer Elektrolokomotive der Baureihe 111 und vier n-Wagen. Anfang des Jahres 2017 fuhren teilweise noch drei Doppelstockwagen, welche aber an anderer Stelle benötigt wurden.